# Takemoto Yoshiyuki
Yoshiyuki Takemoto (sinh ngày 3 tháng 10 năm 1973) là một cầu thủ bóng đá người Nhật Bản.

## Sự nghiệp câu lạc bộ
Yoshiyuki Takemoto đã từng chơi cho NKK, Avispa Fukuoka, Tokyo Gas, Fukushima FC, Mito HollyHock và Sagan Tosu.